# Exército Provisório dos Estados Unidos
O Exército Provisório dos Estados Unidos foi uma força militar residual mantida pelos Estados Unidos entre maio de 1798 e junho de 1800.

## História
O Exército Provisório dos Estados Unidos foi criado como um segundo exército permanente que coexistia com o Exército dos Estados Unidos, principalmente por preocupações políticas com relação ao aumento do tamanho da força regular. Foi levantado após o início de uma guerra não declarada entre os Estados Unidos e a França, com o alistamento válido apenas "enquanto durassem as diferenças entre os Estados Unidos e a República Francesa".
Apesar de ser uma força federal, seus soldados não podiam atuar fora dos estados em que foram recrutados, assemelhando-se, nesse sentido, às milícias estaduais.

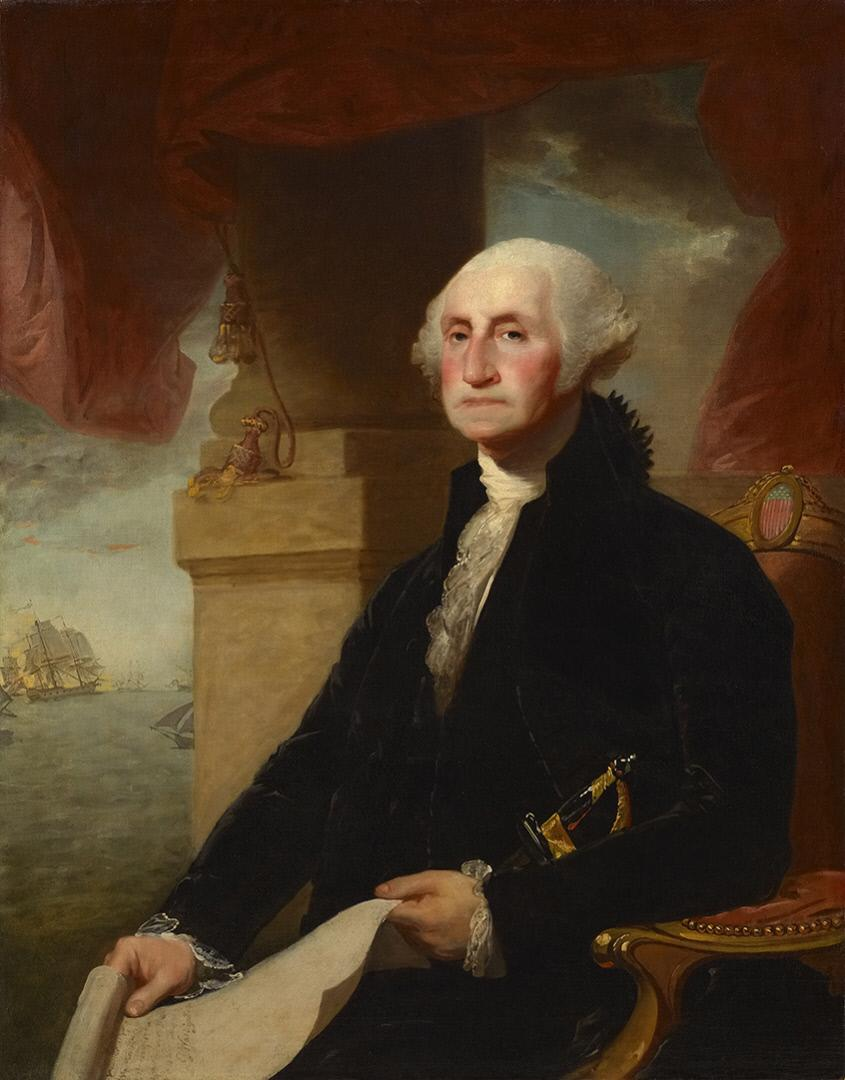
George Washington foi o comandante do Exército Provisório dos Estados Unidos.

O 5.º Congresso dos Estados Unidos autorizou o presidente dos Estados Unidos John Adams a levantar o Exército Provisório entre o recesso de verão de 1798 e a retomada das sessões no inverno. No entanto, Adams comissionou apenas sete oficiais antes de sua autoridade para recrutar expirar. Nenhum recrutamento substancial ocorreu, e nova legislação criou o chamado Exército Eventual dos Estados Unidos, para o qual foram transferidos os regimentos vazios do Exército Provisório.
O Exército Provisório dos Estados Unidos foi oficialmente dissolvido em 15 de junho de 1800.

## Organização
O comandante do Exército Provisório foi George Washington, comissionado como tenente-general e nomeado "Comandante-em-chefe de todos os Exércitos dos Estados Unidos", o que lhe conferia autoridade nominal sobre tanto o Exército Provisório quanto o Exército regular. Washington aceitou a nomeação com a condição de poder permanecer em Mount Vernon até ser necessário.
Outros oficiais incluíam o major-general Alexander Hamilton (inspetor-geral), o brigadeiro-general William North (adido geral) e o Dr. James Craik (médico-geral).
No papel, o Exército Provisório era organizado em um regimento de cavalaria e doze regimentos de infantaria.
No início de 1799, os oficiais já haviam sido nomeados e o recrutamento começou em maio. Quando foi dissolvido, em junho de 1800, cerca de 4.100 homens haviam sido mobilizados, reunidos em acampamentos e treinados entre seis e doze meses. Hamilton preparava novos regulamentos de treinamento para substituir os de Barão de Steuben, mas o fim da crise com a França resultou no encerramento do exército.
Os regimentos 12.º, 13.º e 14.º da região do Meio-Atlântico formaram a Brigada da União, acampada em Plainfield, Nova Jérsei no outono de 1799 até a dissolução. Os regimentos da Nova Inglaterra foram acampados em Massachusetts, e os do sul em Harper's Ferry.